# RMS 루시타니아

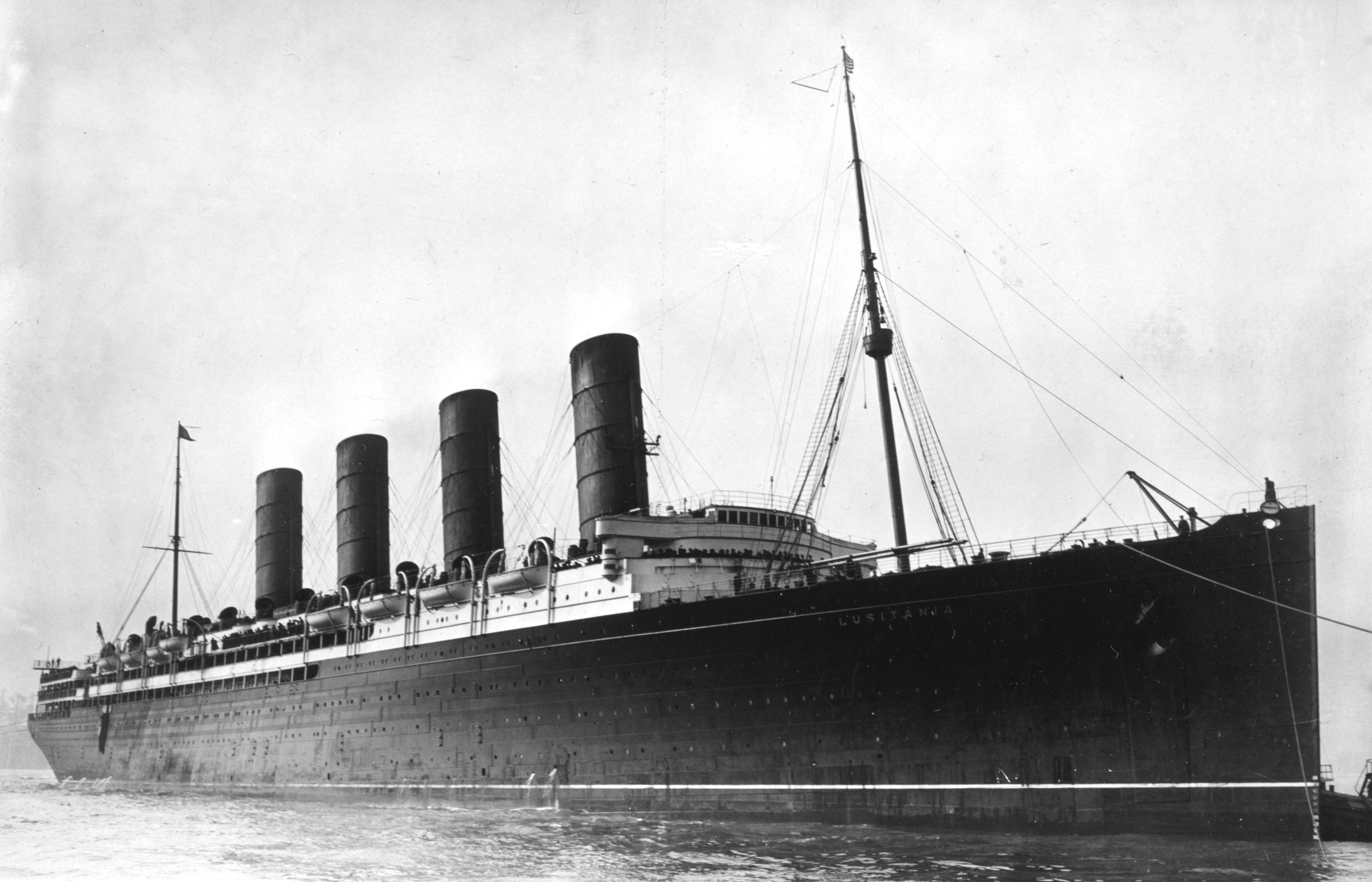
1907년에 촬영한 사진

루시타니아호(영어: RMS Lusitania)는 제1차 세계 대전 중 대서양에서 독일 해군 잠수함 유보트에 의해서 침몰된 선박(민간 여객선)이다. 이 선박은 큐나드 라인이 1906년에 진수해 1908년에 가장 빠른 대서양 횡단을 기록해 비공식적인 칭호인 블루 리밴드를 가지고 있었으며 짧게나마 모리타니아호가 완성될때까지 진수후 3개월 동안 세계에서 가장 큰 선박이었다. 루시타니아라는 이름은 이베리아반도에 존재한 고대 로마의 속주 루시타니아(오늘날 포르투갈 남부 및 스페인 서부 에스트레마두라)에서 유래하였다. 루시타니아호는 1915년 5월 7일, 202번째 대서양 횡단 항해에서 아일랜드 남부 해안 근처에서 독일 유보트에 의해 격침되어 1,198명의 승객과 승무원이 사망했다.
독일 선박 회사들은 20세기초 큐나드 라인의 대서양 횡단 승객 운송 사업의 가장 큰 경쟁자이었다. 이에 대항하기 위해 큐나드 라인은 두척의 원양정기선인 루시타니아호, 모리타니아호를 건조했다. 큐나드는 이 두 선박을 건조하기 위해 다가오는 전쟁에서 두 선박이 군사적인 용도로 사용될 수 있다는 점을 감안하고 영국 해군으로부터 도움을 받았다. 건조 도중 포탑을 달기 위한 받침대가 설치되었으나 실제로 대포를 달지는 않았다. 루시타니아호는 모리타니아호와 마찬가지로 항행속도를 24노트로 유지할 수 있는 터빈 엔진을 설치했다. 엘리베이터, 무전 전신기, 전기 조명등도 완비되었고 다른 선박들보다 승객을 50%는 더 운송할 수 있었다. 특히 일등석은 그 고급스러움이 널리 알려져 있었다.
제1차 세계 대전 초기에 왕립해군은 독일 해안을 봉쇄했다. 1914년 가을에 왕립해군은 북해를 전쟁지역으로 지정했으며 그 근방에 다량의 지뢰를 설치했다. 1915년 봄에는 독일로 향하는 모든 식료품이 금수제품으로 지정되었다. 그에 대항하여 독일제국은 영국 근처의 해역을 전쟁지역으로 지정했으며 대서양의 연합군 선단에 대한 잠수함 공격을 늘렸다. 루시타니아호가 1915년 5월 1일에 뉴욕에서 출항했을때 주미 독일대사관은 루시타니아호에 탑승하는 것에 대한 위험성을 수십개의 신문 광고로 알렸다. 영국측에서는 사전에 통지했더라도 무차별적인 어뢰 공격은 옳지 않다는 주장을 펼쳤다.

## 침몰
루시타니아호는 1915년 5월 7일 오후, 아일랜드 남쪽 해안 킨세일에 있는 올드 헤드 부근에서 몇 킬로미터를 앞둔 사이에 침몰했다. 루시타니아호가 우현에 어뢰 공격을 받는 순간, 부근해안에서 봄 산책 나온 사람들은 배가 공포속에 침몰하는 모습을 지켜보았다. 몇 초 뒤 큰 폭발이 뒤따랐다. 비록 구명정은 충분히 구비되어 있었지만,18분만에 배는 1,191명의 승객,선원과 함께 침몰했다. 761명만이 살아남았으며, 사망자 중 126명이 미국인이였다.
그 126명 미국인 중의 한 명이 '가르시아 장군에게 보내는 편지'를 쓴 앨버트 허바드이다.

## 충격과 의혹

### 충격
루시타니아호 침몰 사건은 특히 미국을 비롯해 세계를 충격 속에 빠트렸다. 지금까지 어떠한 문명 국가도 일반 승객을 태운 비무장 선박을 침몰시킨 적은 없었기 때문이다. 이 사건으로 중립노선을 걷고 있던 미국에서는 참전론이 높아졌으며,결국 치머만 전보사건과 이 사건으로 미국내 반독정서가 높아졌다. 하지만 결국 루시타니아호 침몰 2년후 미국이 독일에 선전포고하게 된 계기는 결국 영국으로 향하는 물자를 막기 위한 독일의 미국 선박에 대한 무제한 잠수함 작전의 재개다.

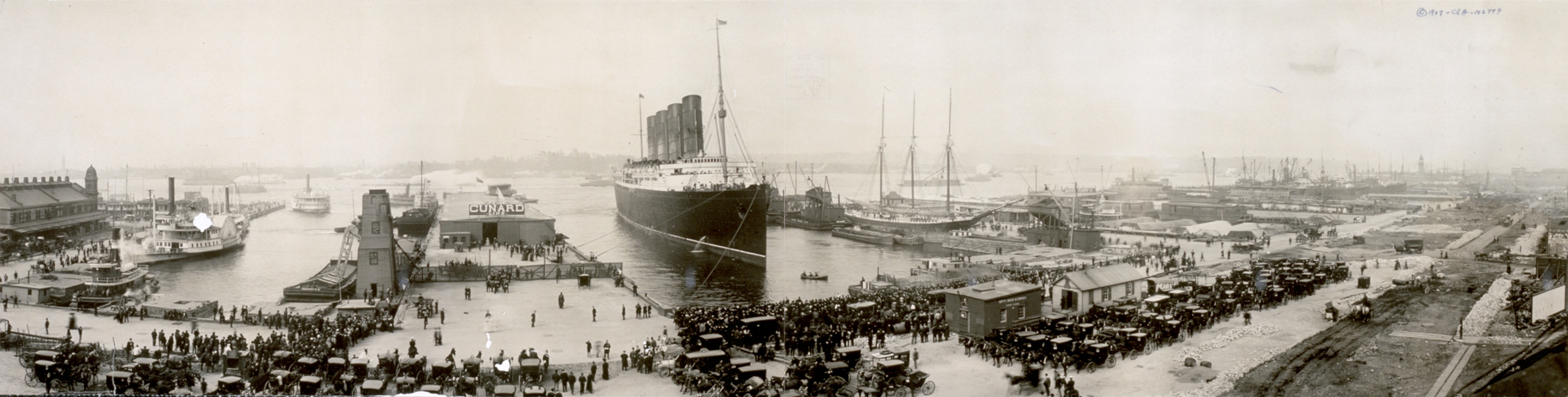
360도로 바라본 루시타니아호.

### 의혹과 소문들
하지만 이상한 점이 한두 개가 아니다. 생존자들은 폭발이 두 차례 있었다고 했지만 기록에 따르면 U-20는 단지 한 개의 어뢰만 발사한 것으로 되어 있다. 그리고 오랫동안 영국이 주장해온 것처럼 루시타니아호가 단순히 승객만을 실어나르는 배가 아니라는 의문이 제기되어 왔다. 일부에서는 이 배가 영국군이 프랑스에서 사용하기 위해 미국에서 들여온 고성능 폭발물을 싣고 있었다고 주장한다. 게다가 영국은 배가 침몰해 독일에 대항하는 연합군에 미국이 참여하기를 원했다는 소문까지 있었다. 결과적으로 미국은 원래 영국과 프랑스를 지원해주고 있는 터에 독일의 루시타니아호의 격침으로 수 많은 미국인이 죽자 중립노선에서 참전 쪽으로 기류가 기울게 된다.

## 같이 보기
- 브리타닉호
- 타이타닉호